# Lactulosa
La lactulosa es un laxante osmótico no absorbible prescrito para el estreñimiento crónico. También se usa para la disminución de la producción y absorción intestinal del amoniaco en insuficiencia hepática.
La lactulosa ha ganado popularidad como posible agente terapéutico para el tratamiento de la encefalopatía hepática y, asimismo, ha sido analizado como nuevo agente terapéutico contra el cáncer por su capacidad de unión a las galectinas.

## Historia
La lactulosa es un disacárido, aislado de las bacterias probióticas Bifidobacterium bifidum, por el científico francés Henri-Marcel Tissier en 1929. A mediados del siglo XX, se comenzó a usar la lactulosa para el tratamiento de estreñimiento crónico y encefalopatía hepática. En las últimas décadas, la lactulosa ha sido el foco de investigaciones en el campo de la microbiota intestinal y la salud general del intestino, pues este componente actúa como prebiótico, es decir, promueve el crecimiento de bacterias comensales en el intestino.

## Descripción
La lactulosa es un disacárido formado por galactosa y fructosa que no es hidrolizado por las disacaridasas en el intestino delgado y llega al colon de forma inalterada. Se utiliza en el tratamiento del estreñimiento crónico y la encefalopatía hepática.

## Farmacocinética
La lactulosa no se absorbe, ya que los humanos no tiene una disacaridasa intestinal específica para hidrolizarla, por tal razón ella llega al colon sin modificarse y se metaboliza por la flora bacteriana del colon.

### Vías de administración
Su vía de administración principal es por vía oral. En casos de encefalopatía hepática se puede administrar por vía rectal, en enema, para disminuir rápidamente la producción y absorción de amonio en colon.

### Absorción
Prácticamente no se absorbe, ya que en humanos no tienen una disacaridasa disponible en el aparato intestinal superior, al no absorberse llega al colón sin modificaciones.
- Menos del 3% de la lactulosa se absorbe a nivel intestinal[1]

- La lactulosa absorbida no se metaboliza y se excreta inalterada en orina en las primeras 24 horas.[1]

### Distribución
La lactulosa no se une a proteínas plasmáticas, ya que es un disacárido sintético formado por dos azúcares simples, la galactosa y la fructosa, que se excreta sin cambios en la orina. La lactulosa no tiene afinidad por las proteínas plasmáticas y no forma complejos con ellas. Por lo tanto, no se puede establecer un porcentaje de unión a proteínas plasmáticas para la lactulosa, ya que no ocurre dicha unión.

### Metabolismo y metabolitos
Fisiológicamente, la lactulosa se metaboliza en el segmento proximal del colon. Se convierte en metabolitos activos como: Ácidos grasos de cadena corta (AGCC), hidrógeno y metano
El metabolismo ocurre en el colon por bacterias aerobias (lactobacillus y mycoplasma).

### Excreción
La vía principal de la excreción es por medio de las heces fecales. También se considera aproximadamente menos de 1% la eliminación por vía urinaria.
La lactulosa no posee una vida media como comúnmente se aplica a los demás fármacos debido a su naturaleza no absorbible.

### Interacciones farmacocinéticas
La lactulosa reduce la absorción de los medicamentos que tengan una acción en el colon.
| Fármacos que interaccionan con Lactulosa | |
| Fármaco                                  | Resultados de la interacción |
| Docusato                                 | Las heces blandas producidas por el tratamiento con docusato pueden dificultar saber cuándo se ha alcanzado una dosis adecuada de lactulosa. |
| Escitalopram                             | Puede causar un ritmo cardíaco irregular que puede ser grave y potencialmente mortal. El riesgo aumenta si hay niveles sanguíneos bajos de magnesio o potasio, lo que puede ocurrir con preparaciones para la limpieza intestinal o el uso excesivo de medicamentos que tienen un efecto laxante. |
| Polietilenglicol                         | Las heces sueltas producidas por el tratamiento con polietilenglicol 3350 pueden dificultar saber cuándo se ha alcanzado una dosis adecuada de lactulosa. |

## Farmacodinámica

### Mecanismo de acción
Efecto osmótico y disminución del pH del lumen colónico por descomposición de lactulosa en ácidos orgánicos de peso molecular bajo.

### Efectos farmacológicos

#### Laxante

Efecto farmacológico de la lactulosa para el estreñimiento

Las bacterias que están presentes en el colon van a descomponer a la lactulosa en  ácidos orgánicos de bajo peso molecular, estos ácidos van a disminuir el pH del lumen colónico, lo que produce un efecto osmótico que aumenta el volumen del contenido. Estos efectos favorecen  el peristaltismo del colon y normalizan la consistencia de las heces, mejorando el tránsito intestinal y restaurando el ritmo fisiológico.

#### Prevención al tratamiento de encefalopatía hepática

Efecto farmacológico de la lactulosa para el tratamiento de encefalopatía hepática

La lactulosa provoca una disminución de la concentración de amoniaco en sangre y reduce el grado de encefalopatía portal sistémica. El efecto  del fármaco se ha atribuido a la  supresión de las bacterias proteolíticas del colon (bacterias que descomponen proteínas) debido a un aumento de las bacterias acidófilas (bacterias capaces de sobrevivir a pH bajo) como la lactobacillus. La degradación bacteriana de la lactulosa acidifica el contenido colónico provocando la acumulación de amoniaco en el colon en forma de ion amonio. Como el contenido del colon es más ácido que la sangre se puede esperar que el amoniaco migre de la sangre al colon en forma de este ion. El contenido ácido del colon convierte el NH3 producido por bacterias intestinales en ion amonio (NH4+) que es la forma ionizada de la molécula que no puede cruzar membranas biológicas, atrapándolo e impidiendo su absorción. A su vez las bacterias colónicas utilizan el amoniaco atrapado como fuente de nitrógeno para sintetizar proteínas. De esta forma todos estos procesos terminan causando una reducción en la producción intestinal de amoniaco y reduciendo notablemente su circulación.

### Interacciones farmacodinámicas
| Fármacos que interaccionan con Lactulosa | |
| Fármaco                                  | Resultados de la interacción |
| Furosemida                               | La combinación durante un período prolongado puede aumentar el riesgo de deshidratación y anomalías electrolíticas. En casos severos, la deshidratación y las anomalías electrolíticas pueden provocar un ritmo cardíaco irregular, convulsiones y problemas renales.                               |
| Quetiapina Zofran                        | Puede causar un ritmo cardíaco irregular que puede ser grave y potencialmente mortal. El riesgo aumenta si tiene niveles sanguíneos bajos de magnesio o potasio, lo que puede ocurrir con preparaciones para la limpieza intestinal o el uso excesivo de medicamentos que tienen un efecto laxante. |

## Uso clínico

### Estreñimiento[1]
|                     | Niños 1 a 6 años | Niños 7 a 14 años | Adultos    |
| ------------------- | ---------------- | ----------------- | ---------- |
| Dosis inicial       | 5 - 10 mL        | 15 mL             | 15 - 45 mL |
| Dosis mantenimiento | 5 - 10 mL        | 10 - 15 mL        | 15 - 30 mL |

### Encefalopatía portosistémica[1]
|                     | Lactantes                                    | Niños                                        |
| ------------------- | -------------------------------------------- | -------------------------------------------- |
| Dosis inicial       | 1.7 - 6.7 g/día repartidos entre 2 a 3 dosis | 26.7 - 60 g/día repartidos entre 2 a 3 dosis |
| Dosis mantenimiento | 1.7 - 6.7 g/día repartidos entre 2 a 3 dosis | 26.7 - 60 g/día repartidos entre 2 a 3 dosis |

### Postquirúrgico Ano-rectal[1]
|                     | Niños < 1 año | Niños 1 a 6 años | Niños 7 a 14 años |
| ------------------- | ------------- | ---------------- | ----------------- |
| Dosis inicial       | 3 g/día       | 3 - 7 g/día      | 10 g/día          |
| Dosis mantenimiento | 3 g/día       | 3 - 7 g/día      | 7- 10 g/ml        |

## Efectos Adversos[1]
| Reacciones adversas a lactulosa |                 |                                      |
| Sistema implicado               | Grupo CIOSM     | Tipos de reacción                    |
| Sistema digestivo               | Muy frecuentes  | Diarrea Dolor abdominal Flatulencias |
| Sistema digestivo               | Frecuentes      | Borborigmos                          |
| Sistema digestivo               | Poco frecuentes | Sensación de hinchazón               |
| Sistema digestivo               | Raros           | Náuseas y vómitos                    |

## Contraindicaciones
Se clasifica en categoría B durante el embarazo y lactancia por lo que puede ser utilizado en mujeres en su periodo de embarazo y lactancia. Sin embargo, no deben tomar este medicamento los pacientes que presenten:
- Intolerancia hereditaria a galactosa o fructosa[12]

- Deficiencia total de lactasa o problemas de absorción de glucosa o galactosa[12]

- Hipersensibilidad al principio activo[12]

- Galactosemia[12]

- Obstrucción intestinal[12]
- Cualquier cosa

### Sobredosis
La lactulosa no se absorbe, por lo tanto, se puede esperar posterior a una ingesta masiva del laxante la producción de diarrea. Para detenerla se deberá interrumpir el tratamiento con lactulosa y suministrar líquidos y electrolitos.

### Presentaciones
Está disponible en diferentes presentaciones:
- Solución oral[1]

- Jarabe[1]

- Sobre o polvo[1]

- Supositorios[1]

Las diferentes presentaciones varían según el país y el fabricante del medicamento.

## Uso veterinario
La lactulosa se usa para animales en forma de Laxatract (solución de lactulosa - 667 mg/ml), es un jarabe para perros y gatos, su acción se ve en el tratamiento del estreñimiento y tratamiento sintomático de enfermedades en las que es necesario facilitar la defecación (p. ej., obstrucciones parciales causadas por tumores o fracturas, divertículo rectal, proctitis  e intoxicación).
Este medicamento está sujeto a prescripción veterinaria y su administración debe estar bajo control y supervisión del veterinario.